# Zonsverduistering van 4 februari 1943

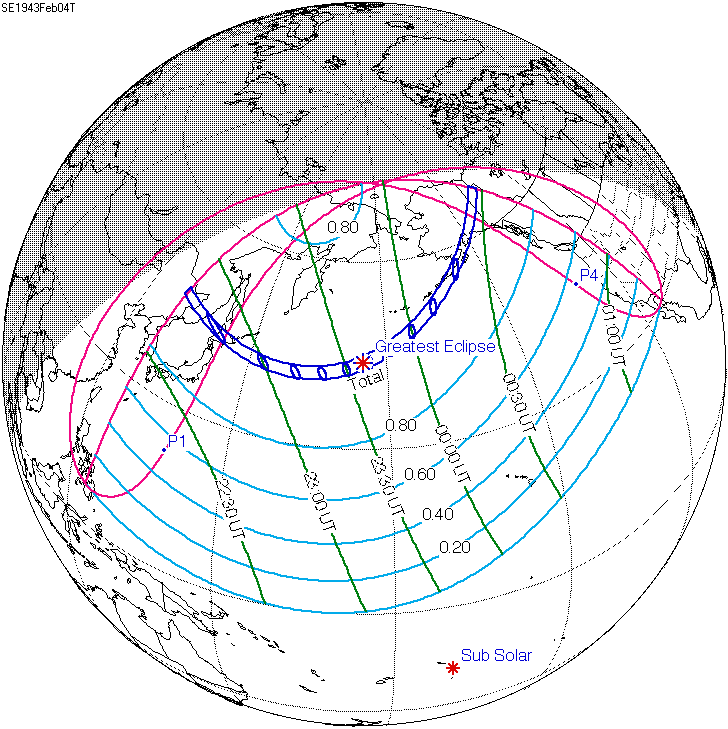
De zonsverduistering was te zien tussen de blauwe lijnen.

De totale zonsverduistering van 4 februari 1943 trok veel over zee, maar was achtereenvolgens te zien in deze vijf gebieden: China, Rusland, Japan, Alaska en Yukon.

## Lengte

### Maximum
Het punt met maximale totaliteit lag op zee ver van enig land op coördinatenpunt 43.5936° Noord / 175.1048° Oost en duurde 2m39,2s.

### Limieten
| Fenomeen                    | Code | Tijdstip UTC  |
| --------------------------- | ---- | ------------- |
| Eerste contact bijschaduw   | P1   | 21:26:19.2 UT |
| Eerste contact kernschaduw  | U1   | 22:46:13.9 UT |
| Kernschaduw compleet vanaf  | U2   | 22:49:02.7 UT |
| Bijschaduw compleet vanaf   | P2   | Niet          |
| Maximum eclips              | GE   | 23:37:44.6 UT |
| Bijschaduw compleet t/m     | P3   | Niet          |
| Kernschaduw compleet t/m    | U3   | 00:26:14.4 UT |
| Laatste contact kernschaduw | U4   | 00:29:01.0 UT |
| Laatste contact bijschaduw  | P4   | 01:49:03.7 UT |